# Gestión urbana
La gestión urbana es el conjunto de iniciativas, instrumentos y mecanismos para la normalización de la ocupación y uso del suelo urbano y el suelo rural (Gestión territorial), articuladas por fuerzas políticas e iniciativas de la sociedad local (Gestión política) y que tiene como final la generación de procesos de planificación urbana que deberán asegurar la preservación del interés público frente al privado (Gestión urbana).
Según el RAE:
Gestionar es hacer diligencias conducentes al logro de un negocio o deseo cualquiera.
Urbano es aquello perteneciente o relativo a la ciudad.

## Temas relevantes de gestión urbana[1]
- Gobernabilidad de las ciudades y descentralización
- Suelo y densidad urbana
- Infraestructura
- Congestión y transporte
- Participación pública.

## Gestión urbana sostenible
La gestión urbana sostenible se enfrenta a la resolución de problemas que surgen dentro de las ciudades y que son causados por éstas, por ello, los instrumentos urbanísticos deberán incluir concepciones sobre la conservación del Medio Ambiente, el desarrollo económico y el bienestar social.
Es necesaria una evolución dentro de los trabajos de planeamiento, incorporando objetivos de sostenibilidad permite mantener la capacidad del territorio, la estabilidad de los sistemas naturales, mejorar la calidad ambiental, preservar la diversidad biológica y asegurar la protección y mejora del paisaje.
Para ello, cualquier política de ordenación y planificación ambiental urbana, incorpore una evaluación ambiental estratégica, para alcanzar un planeamiento ecosistemático de la gestión urbana que favorezca los mecanismos de sensibilización y participación pública.
El modelo de ciudad compacta y compleja, eficiente y cohesionada socialmente, es el modelo que mejor se ajusta a una ciudad sostenible.
una ciudad que brinde un desarrollo sostenible preservando el medio ambiente y sus recursos

### Principios y criterios de la sostenibilidad en la gestión urbana
- Moderación en el consumo de recursos
- Necesidades de vivienda
- Creación de proximidad
- Tipología de la edificación
- Racionalización de los sistemas generales
- Habitabilidad y calidad urbana

## Otros conceptos relacionados
- Gestión territorial
- Gestión pública. Integración y participación ciudadana.
- Gestión ambiental
- Gestión patrimonial
- Gestión cultural
- Gestión de la información
- Gestión metropolitana
- Gestión urbanística
- Gestión inmobiliaria
- Gestión de los servicios
- Gestión del agua potable

## Otros documentos de interés
- La Ciudad Viva. Hacia una estrategia temática sobre el medio ambiente urbano (enlace roto disponible en Internet Archive; véase el historial, la primera versión y la última).

- La Ciudad Viva. Estrategia de medio ambiente urbano (enlace roto disponible en Internet Archive; véase el historial, la primera versión y la última).

- La Ciudad Viva. Ciudades mediterráneas y medio ambiente. Antonio J. Campesino Fernández. (enlace roto disponible en Internet Archive; véase el historial, la primera versión y la última).